# Річки Беніну

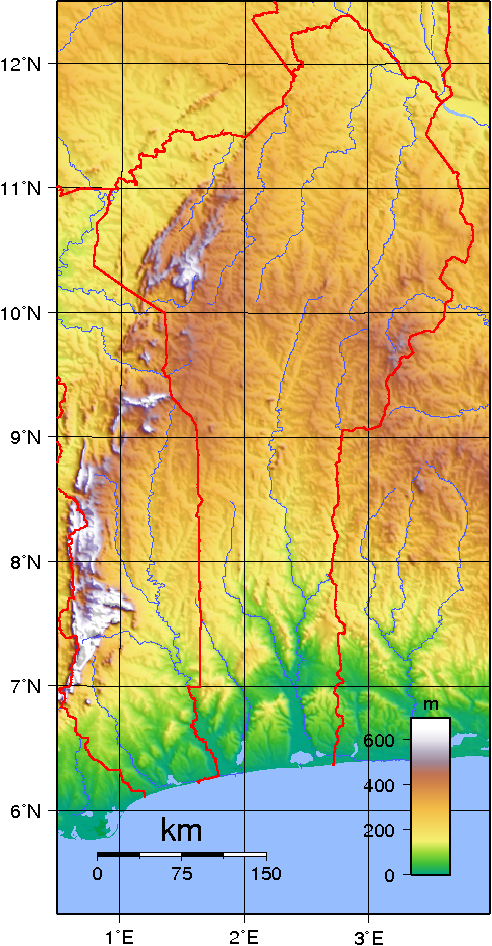
Топографічна карта Беніну

Річки Беніну — річки й водні потоки, що течуть територією західноафриканської держави Бенін. Річки здебільшого рівнинні, або такі, що дренують пенепленезоване плато. На північному заході, на схилах гір Атакора, стрімкі; на північному сході в сухий сезон пересихають, по берегах зустрічаються галерейні ліси; на півдні широко розливаються, береги заболочені. Живлення майже виключно дощове, переважно восени.

## Річкові басейни
Усі річки країни належать до басейну Гвінейської затоки (Бенінська затока) Атлантичного океану. Умовно їх можна розділити на 3 групи:
- на півночі, у більш посушливій зоні, річки течуть на північ, до Нігеру;
- на північному заході — до Вольти (вододілом слугують гори Атакора);
- річки центру й півдня течуть на південь, до Атлантичного океану.

Список річок поданий за їхнім впадінням до головної річки від гирла до витоку.

### Басейн Вольти

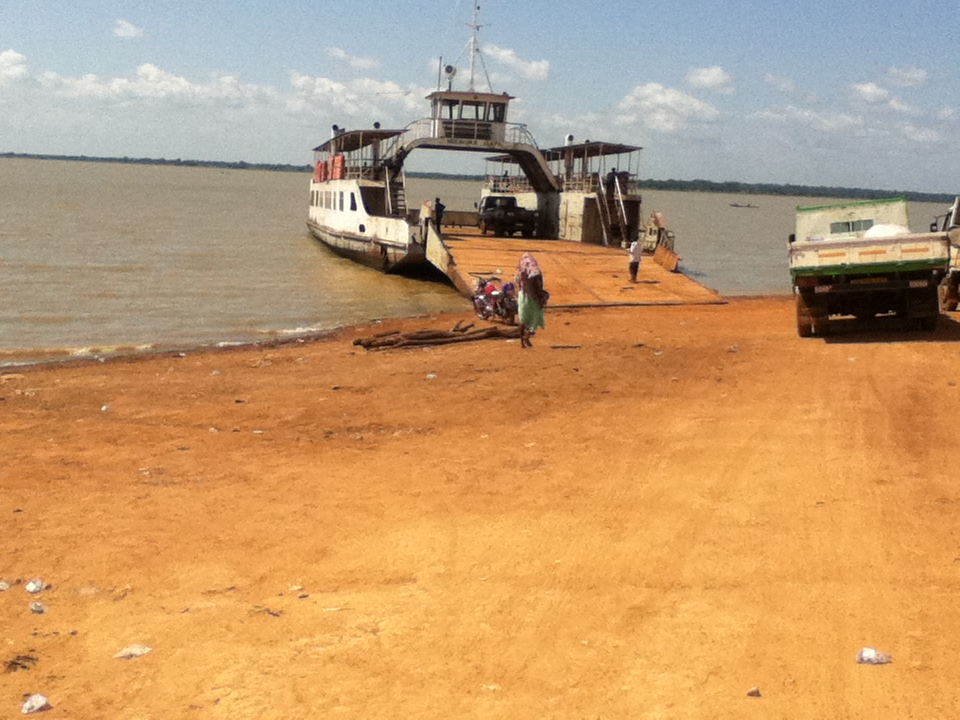
На ріці Оті

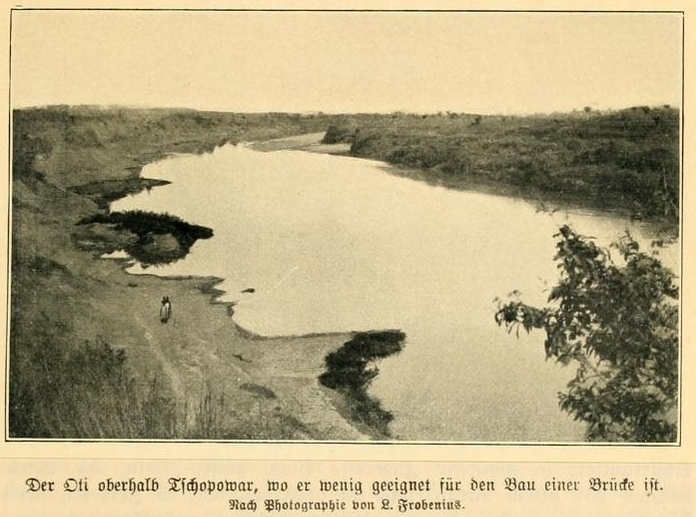
Річка Оті, 1911 рік

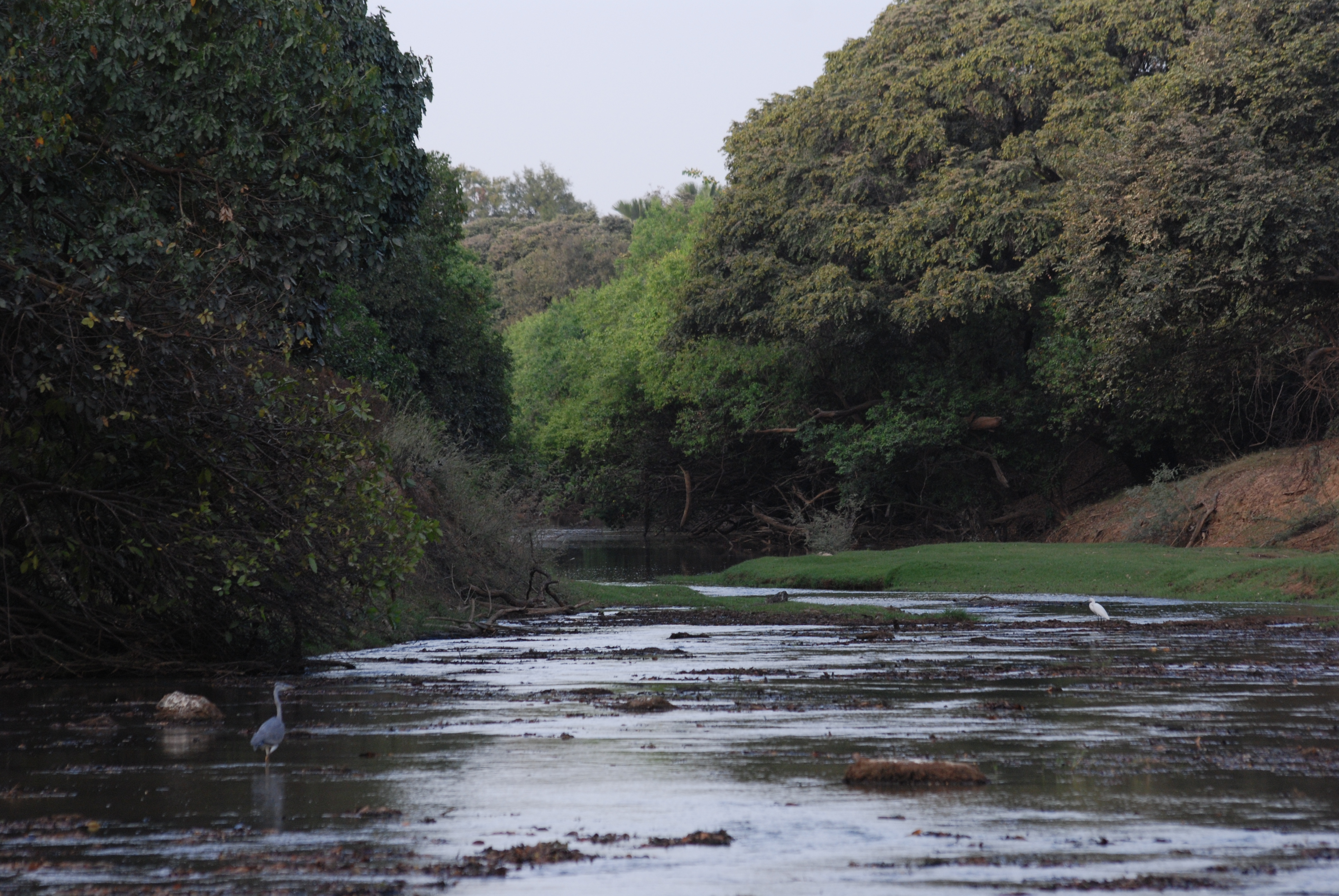
Річка Пенджарі

Північний захід країни, західні й південні схили гір Атакора.
- Вольта (не тече територією країни)
  - Оті (фр. Oti) — ліва притока. Довжина 520 км, площа водозбірного басейну 58,6 тис. км².
    - Кара ліва притока
      - Агугу ліва притока

    - Пенджарі. Слугує кордоном між Беніном і Буркіна-Фасо.
      - Чанкбоара ліва притока
      - Магу ліва притока
        - Тієга ліва притока
        - Булпуфаага права притока
        - Фіндурі права притока
        - Нантакугу ліва притока

      - Борі (у верхній течії Ятама) ліва притока
      - Япіті (у верхній течії Бонкара-Тадінгу) ліва притока
      - Подієга ліва притока
        - Бодега ліва притока

      - Насуфага права притока
      - Сірі права притока
      - Танефага права притока
      - злиття Кунде і Тіку

    - Даеру ліва притока
    - Латпеле ліва притока
    - Булубванга ліва притока
    - Лікере ліва притока
    - Папуако ліва притока. Не тече територією Беніну.
      - Сілебонго ліва притока
      - Помпадега ліва притока

    - Кумангу ліва притока
      - Купоку права притока
      - Керан ліва притока
        - Намунгу права притока
        - Кіатіко права притока
        - Вкіну права притока
          - Фіндара права притока
            - Перма права притока
            - Сіна-Ісіре права притока
            - Піха права притока

### Річки півдня

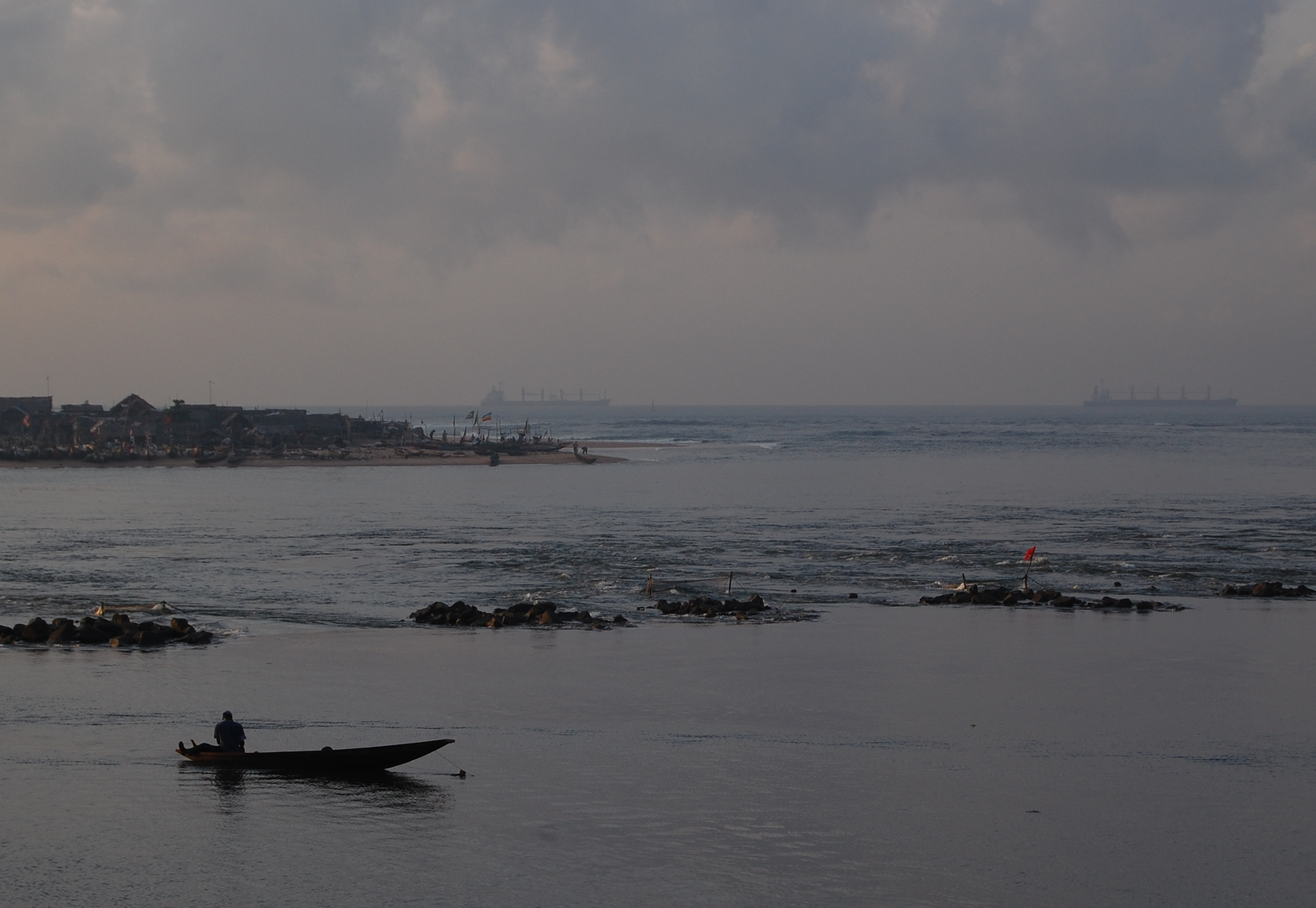
Гирло річки Веме

- Моно (фр. Mono) впадає в Бенінську затоку. Довжина 467 км, площа водозбірного басейну 25 тис. км², дебет 54 м³/с. У нижній течії слугує кордоном між Беніном і Того.
  - Ломо ліва притока
  - Огу ліва притока
    - Атві ліва притока

- Куффо (фр. Kouffo) впадає в озеро Ахеме, витікає з нього під назвою Ахе. Довжина 125 км.
  - Сахуа права притока
  - Дра ліва притока

- Веме (фр. Ouémé) впадає в Бенінську затоку як через озеро Нокуе, так і через Лагоську лагуну в Нігерії під назвою Бадагрі. Довжина 500 км, площа водозбірного басейну 49 тис. км².
  - Ахо ліва притока
  - Су ліва притока
  - Зу права притока
    - Того права притока
    - Кіті права притока
    - Ведо права притока
    - Агбадо ліва притока
    - Аеуа права притока
    - Куффо права притока
      - Агбдо права притока
      - Ама права притока

    - Яя права притока
    - Богі права притока
    - Отіо ліва притока
    - Одоагбон ліва притока
    - Оміні ліва притока

  - Теве права притока
    - Агбадо ліва притока
      - Льхото ліва притока
      - Клу ліва притока
      - Азокан права притока

    - Куффо права притока

  - Ісон ліва притока
  - Окпара ліва притока. У середній течії слугує кордоном між Беніном і Нігерією.
    - Офатута права притока
    - Ніантубу права притока
    - Варі права притока
    - Суї ліва притока
      - Ванкуле ліва притока
      - Гурі ліва притока
      - Нве ліва притока
      - Сві ліва притока

    - Сабі права притока
    - Нієсі ліва притока
    - Ніоре ліва притока
    - Іку ліва притока

  - Бесе ліва притока
  - Елінеджан права притока
  - Алпуро ліва притока
  - Ліфо права притока
  - Окон
  - Нономе ліва притока
    - Афідіфо права притока

  - Беффеа ліва притока
    - Кілібо ліва притока
    - Есеакуон права притока
    - Тімі ліва притока
    - Набу ліва притока

  - Ліга ліва притока
  - Аджиро права притока
  - Одола права притока
    - Іфемі ліва притока

  - Теру права притока
    - Агімо ліва притока
    - Анері права притока
    - Кемету права притока
      - Кукуруке права притока

    - Ава права притока
    - Донінга права притока

  - Меніа ліва притока
  - Санро ліва притока
  - Нануе права притока
  - Еру-Маро ліва притока
    - Теу ліва притока
    - Весі ліва притока
    - Тієдаро ліва притока
      - Артон права притока

    - Сіру ліва притока
    - Бусуру ліва притока
    - Доду ліва притока
    - Гуноко ліва притока

  - Ебесі права притока
  - Ве-Ве права притока
    - Сев ліва притока
    - Масе права притока

  - Альпуро ліва притока
    - злиття потоків Керум, Педоре, Кумі, Фору, Дам

  - Сідуру ліва притока
  - Нанугу права притока
  - Фаба
  - Сані ліва притока
    - Кпедоре права притока

  - Мамонгу права притока
  - Санкову права притока

- Єва впадає до Бадагрі, що несе води річки Веме до Лагоської затоки.
  - Ілі права притока

### Басейн Нігеру

Басейн Нігеру

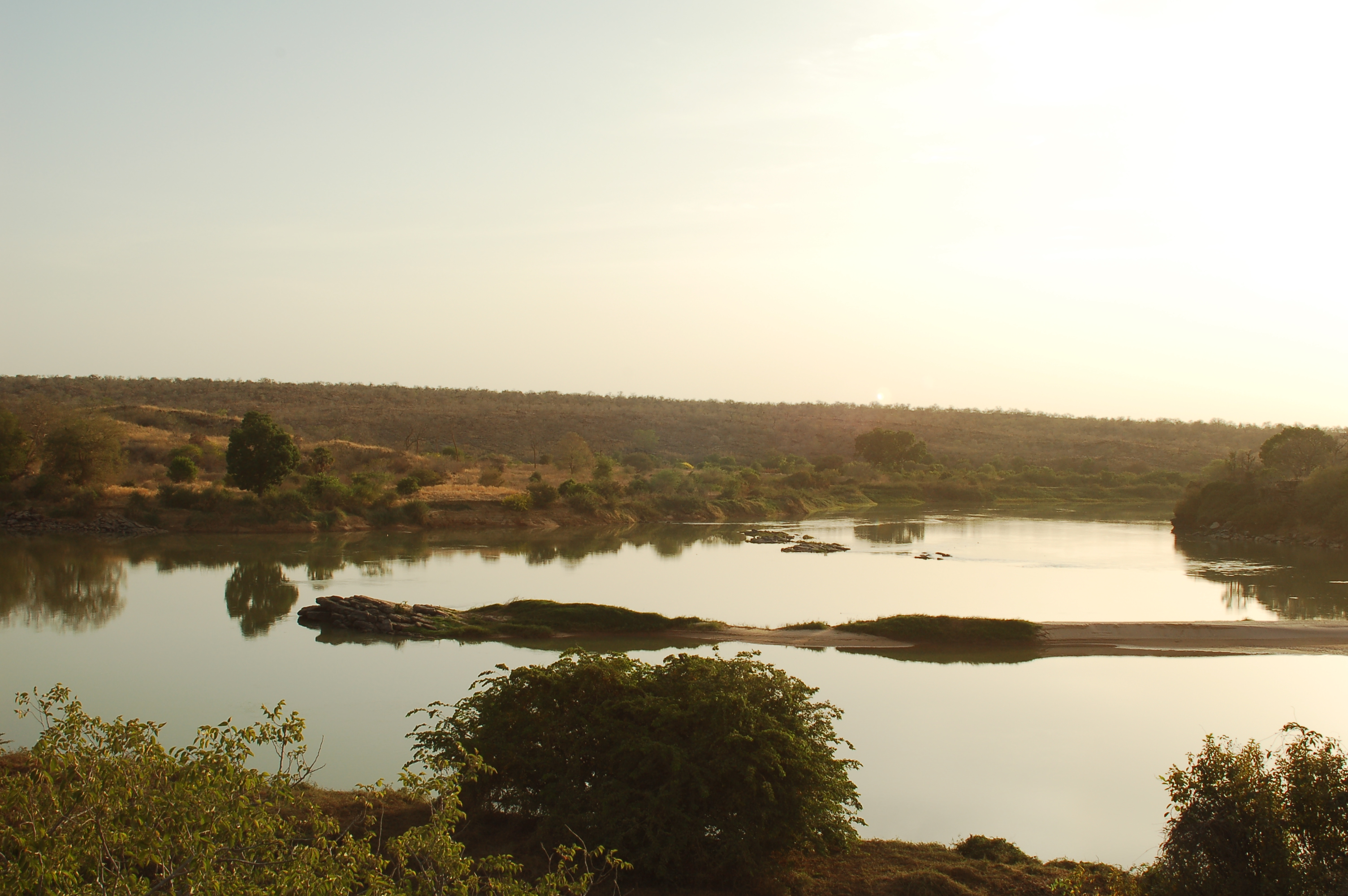
Нігер поблизу національного парку Дубль-Ве

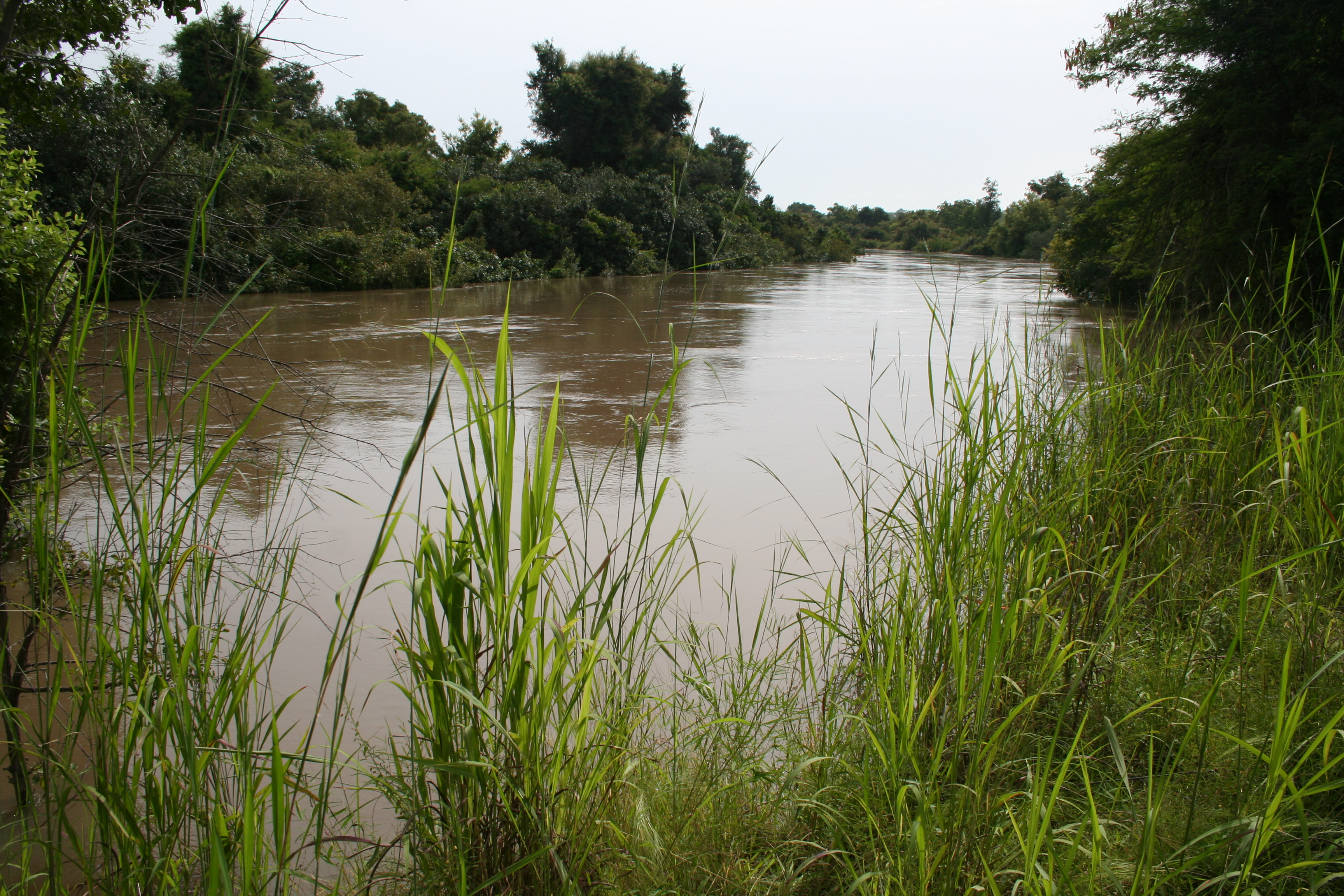
Мекру в національному парці Дубль-Ве

Річки північно-східної частини країни. Річка Нігер слугує кордоном між Беніном і Нігером.
- Нігер
  - Сода ліва притока. Не тече територією Беніну.
    - Свасіне не тече територією Беніну.
      - Варатена ліва притока
      - Кпуа ліва притока

  - Кваіфа ліва притока. Не тече територією Беніну.
    - Ілогурі ліва притока

  - Олі права притока
  - Сота (фр. Oti) права притока. Довжина 250 км, площа водозбірного басейну 15 тис. км², дебет 31 м³/с.
    - Кокой ліва притока
    - Гурукпа ліва притока
    - Інуна права притока
    - Бадіко ліва притока
    - Іране ліва притока
      - Бородару ліва притока

    - Булі ліва притока
      - Бокумбвіру ліва притока
      - Вісієру ліва притока
      - Сісі права притока
      - Педару ліва притока

    - Тассіне ліва притока
      - Сору права притока
      - Саліне права притока

    - Суаму права притока
    - злиття Банга, Влан і Гбенена

  - Аліборі (фр. Alibori) права притока
    - Пако ліва притока
      - Бородару ліва притока
      - Феде права притока

    - Діго ліва притока
    - Бін права притока
    - Фондаро ліва притока
    - Бонмбурі права притока
    - Бве права притока
    - Ясікога ліва притока
    - Тіндакога ліва притока
    - Сансу права притока
    - Фабокога ліва притока
    - Дару-Во права притока
      - Гбедару права притока

    - Кену ліва притока
    - Кпаре ліва притока
    - Сареларі права притока
    - Мороку ліва притока
    - Теро права притока
    - Фро права притока
    - Сведару права притока
      - Марі права притока
      - Дере права притока
      - Сісінку ліва притока

    - Суле права притока
    - Нібіори права притока
    - Тобредару права притока

  - Компагору права притока
    - Лубмбу-Лумбу ліва притока
    - Аві-Яро права притока
    - Д'ярекоа права притока

  - Мекру (фр. Mékrou) права притока. Довжина річки 410 км. Частково слугує кордоном між Беніном і Буркіна-Фасо, Беніном і Нігером.
    - Кокод'янгу права притока
    - Малігору права притока
    - Керему права притока
    - Темере права притока
    - Моргу ліва притока
    - Колі ліва притока
    - Куру ліва притока
    - Яуру ліва притока
      - Мока права притока
      - Вара права притока

    - Тікудару ліва притока
    - Гбуєрі права притока
    - Нієнкудару ліва притока
    - Ураму ліва притока